# 郭義
郭義（？—1421年），中書省濟寧路濟州任城縣（今山東省濟寧市）人，明朝軍事將領，安陽侯。
洪武年間，其累功為燕山千戶。靖難之役中，跟從朱棣攻入南京，累升至左軍都督府都督。永樂九年，因坐軍不援而被謫交阯，后立功寬恕。之後屢次跟從明成祖北征，封安陽侯，祿千一百石。后因病而卒。